# Beginenhof Diksmuide

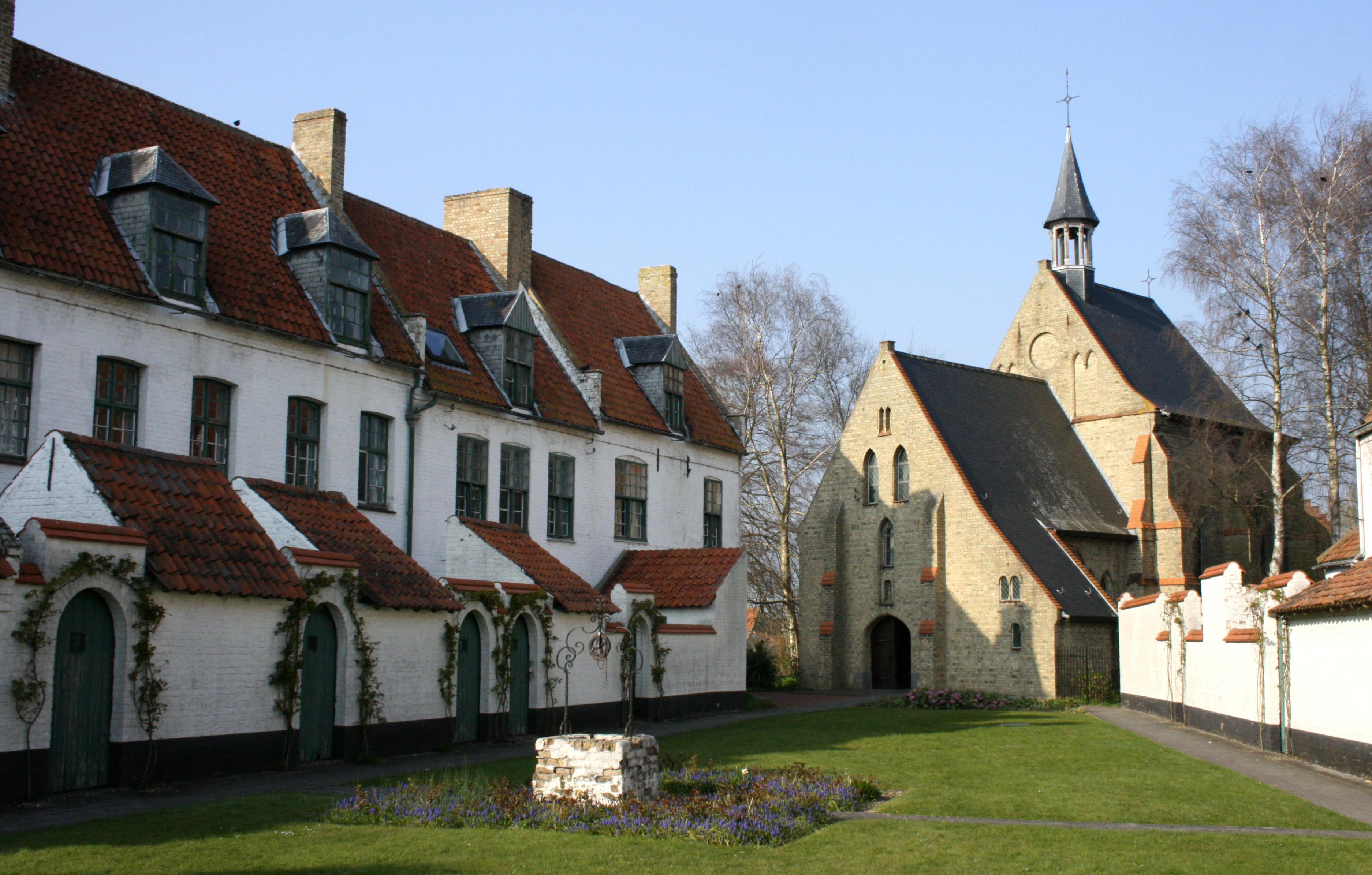
Begijnhof Diksmuide

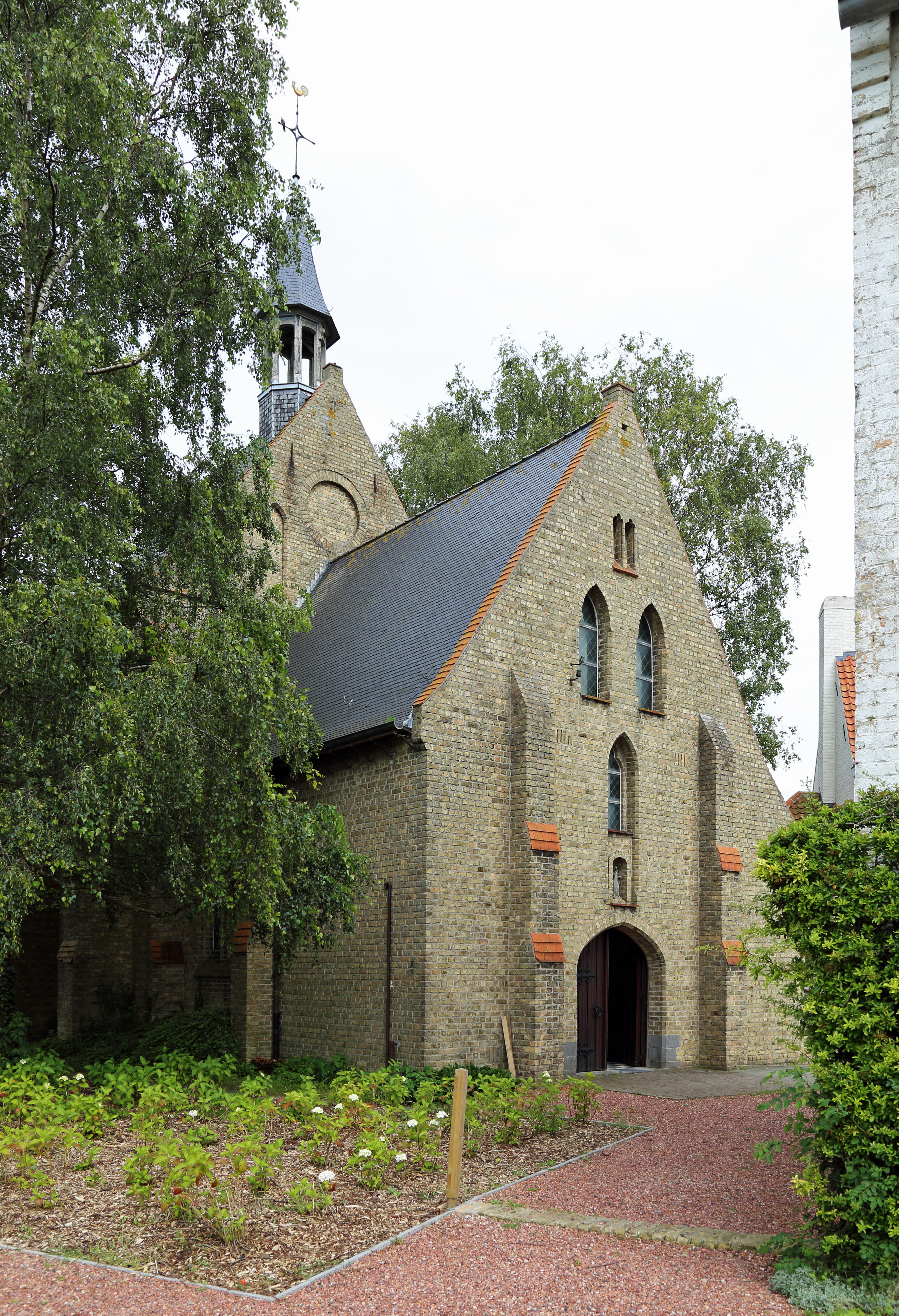
Begijnhofkapelle

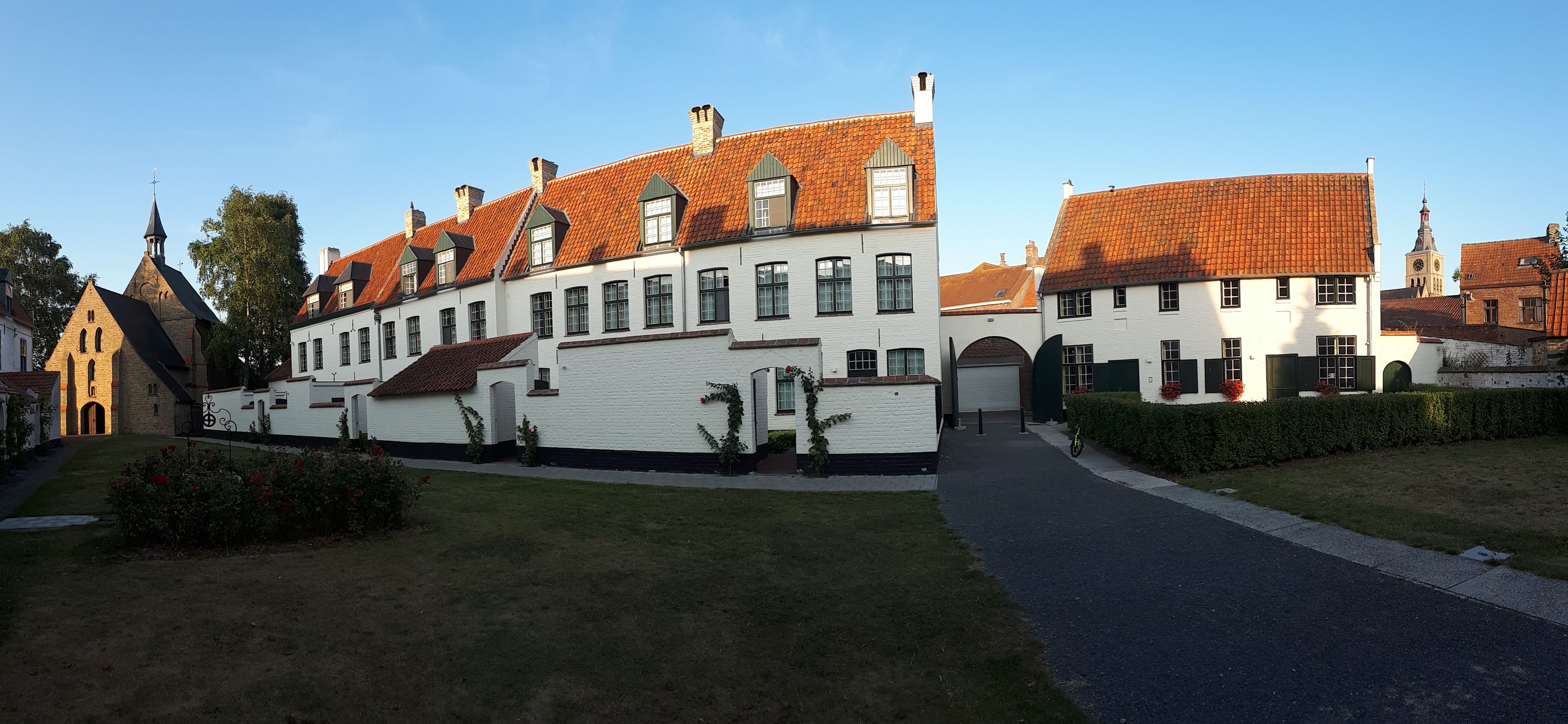
Panorama (im Hintergrund die Nikolauskirche)

Der Beginenhof Diksmuide (niederländisch Begijnhof Diksmuide) ist ein nach dem Ersten Weltkrieg wiederaufgebauter Beginenhof nördlich des historischen Stadtzentrums von Diksmuide am Rande der wasserreichen Beerstblote und in der Nähe der Handzamevaart. Er steht unter Denkmalschutz.

## Geschichte
Die Gründung des Beginenhofs geht höchstwahrscheinlich auf die erste Hälfte des 13. Jahrhunderts zurück. Eine Überlieferung besagt jedoch, dass Thomas Becket, Erzbischof von Canterbury, nach seiner Verbannung aus England um 1164 in diesem Beginenhof wohnte (siehe Kleiner Dijk Nr. 17). Im Jahr 1273 wurde der Beginenhof von Diksmuide in einer Schenkungsurkunde einer gewissen Marguerite Godscalc für deren Krankenstation erwähnt. Im zweiten Viertel des 15. Jahrhunderts: kam der Beginenhof durch den Ausbau der Stadtbefestigung auf Initiative von Thierri van Beveren, Herr von Diksmuide, innerhalb der Diksmuider Stadtmauern zu liegen. Im Jahr 1434 wurde die ursprüngliche Kapelle wird erheblich vergrößert, was den Höhenunterschied zwischen Chor (ältester Teil) und Kirchenschiff erklären könnte.
Im Jahr 1503 ist ein Feuer im Beginenhof überliefert. Der Wiederaufbau geht wahrscheinlich mit einer Erweiterung des Beginenhofs einher. Im Jahr 1643 wurde das Haus des „Großen Klosters“ oder des Hauses der Großmeisterin erbaut. Die Gesellschaft „St. Godelieve“ von Großmeisterin Martine Ghys wurde 1657 gegründet. Im 17. Jahrhundert erlebt die Beginenbewegung in den südlichen Niederlanden einen großen Aufschwung, auch als Folge der Gegenreformation. Auch der Gebäudebestand des Beginenhofs Diksmuide wurde weitgehend erneuert.
Im Jahr 1716 zeigt der figurative Stadtplan von Martinus Haecke (Ypern) den Beginenhof bereits in seiner heutigen Form.
Am 6. November 1796 wird der Beginenhof von den französischen Behörden beschlagnahmt. Etwa ein Drittel des Beginenhofs ist auf der Ostseite durch eine Mauer abgetrennt, um eine „Gendarmeriebrigade“ unterzubringen. Der verbleibende Beginenhof wurde der Verwaltung der zivilen Gotteshäuser überlassen, blieb aber bis zum Ersten Weltkrieg von Beginen bewohnt.
Der Beginenhof wird während des Ersten Weltkriegs in den Jahren 1914–1918 vollständig zerstört. In der Gemeinderatssitzung vom 5. Oktober 1923 wird der Wiederaufbau des Beginenhofs nach dem Vorkriegszustand beschlossen. Die Häuserreihen wurden in den Jahren 1923–1933 nach den Entwürfen der Architekten Jozef und Luc Viérin (Brügge) und Richard Acke (Kortrijk) wiederaufgebaut, während die Architekten Luc Viérin (Brügge) und Lucien Coppé (Brügge) für die Gestaltung der Kapelle verantwortlich waren. Aufgrund der prekären Finanzlage des Landes und Problemen bei der Ausschreibung verzögerte sich die Fertigstellung des Beginenhofs um zehn Jahre.
Im Jahr 1946 wurde der Beginenhof von VZW Huis Godelieve gekauft und in ein Erholungs- und Besinnungsheim für Damen umgewandelt. 1990 erfolgte der Verkauf an „De Lovie“ aus Proven (Poperinge), die es als Wohnzentrum für erwachsene geistig behinderte Menschen einrichtete.

## Architektur
Der typische quadratische Beginenhof besteht aus zwei Reihen von Häusern, die an den Längsseiten eines etwa dreieckigen, beweideten Platzes mit einem runden Brunnen in der Mitte und mehreren Blumenbeeten angeordnet sind. Die winkelförmige St.-Godelieve-Kapelle schließt die beiden zusammenlaufenden Häuserzeilen im Westen optisch ab. Östlich des Tors, Doppelhaus (einschließlich ehemaligem Pförtnerhaus) mit angrenzender blinder Mauer, die den Beginenhof vom Wohngebiet Stichting van Wezel oder dem „kleinen Beginenhof“ trennt (siehe Kleine Dijk Nummern 21–32).
Der Eingang zur Straße Beguinage wird durch einen rundbogigen Torrahmen aus Blaustein mit Natursteinblöcken verschiedener Größe und profilierten Traufgesimsen am Fuß des Bogens gebildet.
Die Häuserzeilen sind durch relativ hohe, ummauerte Vorgärten vom Hof getrennt, die durch bogenförmige (Südseite) oder rundbogige (Nordseite) Tore zugänglich sind. An die Gartenmauern sind Wirtschaftsgebäude mit Pult- und Satteldächern angebaut. Die breiten, zweigeschossigen Häuser mit leicht gestaffelter Höhe unter Satteldächern (flämische Ziegel) sind mit hängenden Dachrinnen und Holzgauben unter Trauf- und Giebeldächern versehen. Die weiß getünchten, mit Ankern versehene Backsteinbauwerke über einem bearbeiteten Steinsockel haben gewölbte und rechteckige Wandöffnungen mit gemauerten oder gefliesten Unterschwellen und gepflegtes Holzwerk wie etwa die Holzkreuzfenster mit kleinen Stäben.
Die meisten Häuser wurden im Innern weitgehend den heutigen Komfortansprüchen angepasst, was an den großen Fensteröffnungen in den Rückfassaden der nördlichen Häuserreihe zu erkennen ist. In der südlichen Häuserreihe blieb der geschlossene Charakter der Rückfassaden zur Begijnhogstraat hin erhalten.

## Kapelle
Die einschiffige Kapelle aus gelbem Backstein besteht aus einem zweijochigen Kirchenschiff und einem höheren, ebenfalls zweijochigen Chor mit dreiseitigem Altarraum unter zwei getrennten Schiefergiebeldächern. Auf der Höhe des Chors sitzt ein Glockenturm mit Schieferspitze. Rechts vom Kirchenschiff befindet sich eine kleine Sakristei unter einem Satteldach. Die Fassade zum Hof zeigt einen Giebel mit spitzbogigem Vorbau, der von einem profilierten Rahmen zwischen zwei sich kreuzenden Strebepfeilern eingefasst ist. Darüber befindet sich eine Rundbogennische mit Statue der Heiligen Begga und kleinen spitzbogigen Wandöffnungen. Ein höher ansteigender, verankerter Treppengiebel vor dem Chor ist mit blindem Oculus und gekuppelten  Spitzbogenblenden versehen. Die Seitengiebel zeigen kleine gepaarte Spitzbogenfenster. Im Gegensatz dazu sind die Seitengiebel des Chors durch gestufte Strebepfeiler und großen Spitzbogenfenstern mit Backstein-Stabwerk (dreiteilig) auf der Schürze gegliedert.
Der Innenraum mit verputztem Spitztonnengewölbe hat unverputzte Mauern. Zur Ausstattung gehören ein Terrakotta-Kreuzweg und eine Statue der Heiligen Godelieve von 1947 des tschechischen Künstlers J. A. Gause (Nieuwpoort); im Chor sind Glasfenster „Die Emmaus-Pilger“ eingesetzt, die von H. Vandeperre und ausgeführt von A. Mestdagh entworfen wurden.